# Kanton Eymoutiers
Kanton Eymoutiers (francouzsky Canton d'Eymoutiers) je francouzský kanton v departementu Haute-Vienne v regionu Limousin. Tvoří ho 12 obcí.

## Obce kantonu
- Augne
- Beaumont-du-Lac
- Bujaleuf
- Cheissoux
- Domps
- Eymoutiers
- Nedde
- Peyrat-le-Château
- Rempnat
- Saint-Amand-le-Petit
- Sainte-Anne-Saint-Priest
- Saint-Julien-le-Petit